# Denis Le Maréchal
Denis Le Maréchal, también conocido como Denis Lemaréchal, nacido el 2 de de enero de 1755 en Rugles y fallecido el 20 de marzo de 1851 en la misma ubicación, fue un político francés .

## Biografía
Le Maréchal era comerciante en Rugles en la época de la Revolución Francesa, ciudad de la que también era alcalde.
El 27 de marzo de 1789, fue elegido diputado del Tercer Estado por la alguacilazgo de Évreux a los Estados generales. Durante su mandato, se destacó poco en la tribuna de la Asamblea Nacional Constituyente, pero trabajó diligentemente en el Comité para la Enajenación de Dominios. En 1791, se convirtió en secretario de la Asamblea.
El 4 de septiembre de 1791, cuando finalizaba su mandato, fue elegido miembro del jurado principal del departamento de Eure.
En septiembre de 1792, Le Maréchal fue elegido diputado por Eure en la Convención Nacional, sexto de once, con 353 votos de 569. Se sienta a la derecha. En el proceso judicial contra Luis XVI, se declara a favor del llamamiento al pueblo, aunque está convencido de que Luis XVI es culpable de "alta traición contra la libertad del pueblo", así como de por la detención y destierro a la paz.
El 27 de septiembre de 1793, cuando el Terror  acababa de ser puesto en la agenda, renunció y reanudó sus negocios, sin ser molestado por las autoridades revolucionarias.
Reanudó una carrera política bajo el Primer Imperio convirtiéndose en el consejero general (Francia) de Eure.
Monárquico moderado, volvió a ser diputado por Eure en agosto de 1815, cuando fue elegido miembro de la Chambre introuvable dominada por los ultrarrealistas. Se sienta allí con los constitucionalistas, entonces clasificados en el centro izquierda.
No reelegido después de la disolución de 1816, Le Maréchal abandonó la política. Fue nombrado Caballero de la Legión de Honor el 3 de enero de 1821. Murió en 1851 a la edad de 96 años. Fue entonces uno de los últimos supervivientes de la Asamblea Constituyente y de la Convención.